# Eunoumeana sulpitiata
Eunoumeana sulpitiata är en fjärilsart som beskrevs av Felder 1874. Eunoumeana sulpitiata ingår i släktet Eunoumeana och familjen mätare. Inga underarter finns listade i Catalogue of Life.